# جنگل سرخ
جنگل سرخ (به لاتین: Red Forest) یک جنگل در اوکراین است که در Chernobyl Exclusion Zone واقع شده‌است.